# Rolls-Royce Silver Dawn
De Rolls Royce Silver Dawn was een automodel van de Britse luxewagenbouwer Rolls-Royce.

## Geschiedenis
De Rolls Royce Silver Dawn, geïntroduceerd in 1949, deelde zijn basis met de Bentley Mark VI. In totaal werden er slechts 761 exemplaren van de Silver Dawn gebouwd, tegenover 7500 van de Bentley Mark VI in dezelfde periode. De twee modellen hadden aanvankelijk een verschillend dashboard, maar later waren de twee auto's hetzelfde, op de logo's, de motorkap en het radiatorrooster na.
Om na de Tweede Wereldoorlog te kunnen blijven overleven moesten autoconstructeurs de globalisatie volgen en exporteren. De Silver Dawn was zo'n auto die uitsluitend voor export bestemd was en hij werd dan ook enkel met het stuur links gebouwd. De belangrijkste afzetmarkt was dan ook duidelijk de Verenigde Staten. Hij was daar echter minder aantrekkelijk omdat de auto ontworpen was om met chauffeur te rijden. Silver Dawns met het stuur rechts waren enkel op speciale bestelling te krijgen, en dit pas vanaf 1953.
Een andere reden voor de noodzakelijke export was dat de grondstoffen, die na de oorlog schaars waren in het Verenigd Koninkrijk, werden toegewezen aan die constructeurs die bepaalde exportquota behaalden.

## Technisch
Bij de introductie in 1949 had de Silver Dawn een zes in-lijnmotor met een cilinderinhoud van 4257 cc, in 1951 verhoogd tot 4566 cc. De manuele vierversnellingsbak werd via een hendel aan het stuurwiel bediend en was vanaf 1952 optioneel automatisch en vanaf 1953 standaard automatisch. De wielbasis van de Silver Dawn is 3048 mm. De topsnelheid is 90 mijl per uur (144 km/u).
Doordat dit de eerste poging van Rolls-Royce was om een complete wagen (met koetswerk) te bouwen, was de Silver Dawn zeer vatbaar voor roest. Dit probleem werd in de hand gewerkt door de kwaliteit van het plaatstaal, die gevoelig onder de standaard lag voor Rolls-Royce. Beschermingsmaatregelen hiertegen waren binnen het merk nog een vrij onbekend terrein.

## Versies
In totaal werden 761 Silver Dawns geproduceerd.
170 daarvan hadden het standaard koetswerk,
110 hadden de kleine achterkoffer, en
481 de grote.
64 exemplaren waren uitgerust met een koetswerk van een gespecialiseerde koetswerkbouwer.
- Park Ward Drophead Coupe
- Standard Steel Sports Saloon